# روكسان سوينتزل
روكسان سوينتزل (من مواليد 9 ديسمبر، 1962) نحاتة من منطقة سانتا كلارا تنتمي إلى قبيلة تيوا من سكان أمريكا الأصليين، وفنانة خزفية وناشطة في مجال السيادة الغذائية للسكان الأصليين ومالكة لصالة عرض. تُعرض أعمالها الفنية ضمن مجموعات عامة كبرى وقد نالت العديد من الجوائز.
تتناول أعمال سوينتزل موضوعات شخصية واجتماعية، تعكس احترام الأسرة والتراث الثقافي والأرض. عُرضت أعمالها النحتية في البيت الأبيض وكذلك في متاحف ومعارض دولية. كُلّفت بتصميم تشكيلات فنية دائمة في متحف سميثونيان الوطني للهنود الأمريكيين ومتحف ويلينغتون في نيوزليندا وأماكن أخرى، بما في ذلك متحف الآثار والأنثروبولوجيا في جامعة بنسلفانيا في فيلاديلفيا.

## حياتها المبكرة
ولدت سوينتزل في قرية تاوس بويبلو في نيو مكسيكو في عام 1962. دعم والداها رالف ورينا سوينتزل (من سانتا كلارا بويبلو) اهتمامها بالفن. كان والدها أستاذًا للفلسفة الألمانية الأمريكية ودرّس في كلية سانت جون في سانتا في. أما والدتها، رينا سوينتزل، فكانت ناشطة ومهندسة معمارية وباحثة وفنانة، ولدت لعائلة من الفنانين في سانتا كلارا بويبلو في قرية (سينغينغ ووتر). كان عمها تيتو نارانجو فنانًا وباحثًا، في حين كان عمها الآخر مايكل نارانجو نحات معروف أصيب بالعمى في حرب فيتنام. أما عمتا سوينتزل جودي فولويل ونورا نارانجو مورس، فكانتا فنانتين خزفيتين. تنحدر سوينتزل من سلسلة طويلة من خزّافي قرية سانتا كلارا بويبلو الذين تعلمت منهم الأساليب التقليدية لصناعة الفخار. نشأت سوينتزل وهي تشاهد والدتها تجمع الطين من الأرض لتصنع قدورًا تلفها يدويًا وأوانٍ فخارية تُشوى ضمن حفر النار. بدأت سوينتزل في اختبار تجربة الطين عندما كانت طفلة، فصنعت تماثيل صغيرة تجسد مشاعرها في تلك المرحلة. كانت إعاقتها الكلامية سببًا في صعوبة تواصلها، وبذلك سمحت لها البقايا الطينية المتبقية من مشاريع والدتها بإنشاء منحوتات شكلية صغيرة لترجمة مشاعرها. أصبح النحت الطيني وسيلتها الأساسية لتوصيف حالتها العاطفية الداخلية، ودعم سوينتزل أساتذة متفهمين لحالتها.

### تعليمها
في عام 1978، سجّل والدا سوينتزل ابنتهما في معهد الفنون الهندية الأمريكية في سانتا في. أقيم أول عرض فني لها في متحف المعهد هذا وبعد انقضاء عامين هناك، انتقلت سوينتزل إلى مدرسة بورتلاند للفنون في عام 1980 وذلك بسبب تركيز هذه المدرسة على التشكيلات البشرية. تولّد شعور بالحنين إلى الوطن لدى سوينتزل بعد عام واحد من الدراسة وأصبحت غير راضية ومخذولة من المشهد الفني في بورتلاند. شعرت سوينتزل أن الفنانين في بورتلاند فصلوا الفن عن حياتهم اليومية، وبالتالي فإن فنّهم لم يعكس ما كان يحيط بهم، في حين أن فنّها كان مستوحى من تجارب حياتها. تؤمن سوينتزل بالتعلم طوال المسيرة الحياتية وقد قالت: «كل يوم هو كتاب جديد مذهل واختبار في كل المجالات وفرصة للتطوير من نفسي وقضاء أوقات جميلة في ميدان الحياة هذا».

## حياتها الشخصية
علّمت سوينتزل أطفالها وأحفادها في المنزل. كان ابنها الدكتور بورتر سوينتزل، أستاذ وعميد مساعد في معهد الفنون الهندية الأمريكية. أما ابنتها روز بين سيمبسون فكانت نحاتة خزفية أيضًا، حصلت على درجة ماجستير في الفنون الهندية من مدرسة رود آيلاند للتصميم؛ وعرضت أعمالها على نطاق واسع.

## مسيرتها المهنية
قادت علاقة سوينتزل بالطبيعة إلى تصميم وزراعة الأشجار والحدائق في منزلها في الصحراء العليا لسانتا كلارا بويبلو. تعيش سوينتزل في منزل من الطوب بنته بنفسها. وتشارك العائلة في رقصات بويبلو الاحتفالية وفي الأعياد المقامة في بويبلو. تزرع سوينتزل أرضها لتوفير الدعم الذاتي.